# Eelco Nicolaas van Kleffens
Eelco Nicolaas van Kleffens (Heerenveen, 17 novembre 1914 – Almoçageme, 17 giugno 1983) è stato un giurista, politico e diplomatico olandese.
Dopo aver preso la laurea in scienze giuridiche all'Università di Leida, van Kleffens venne nominato ministro degli esteri nel 1939. A seguito dell'occupazione dei Paesi Bassi da parte del Terzo Reich, van Kleffens restò ministro del governo in esilio dei Paesi Bassi. Dopo la liberazione divenne ministro agli esteri nel gabinetto di Schermerhorn-Drees. Durante questo periodo fu favorevole all'annessione di alcuni territori tedeschi da parte dei Paesi Bassi. Dopo il 1947 divenne ambasciatore, per conto dei Paesi Bassi, negli Stati Uniti e in Portogallo. Nel 1954 venne nominato presidente dell'Assemblea generale delle Nazioni Unite.
Alla fine degli anni cinquanta rivestì alcuni incarichi per la CECA. Successivamente si ritirò dalla vita politica per andare a vivere in Portogallo.